# Chantal Fontvieille
 (avril 2024).
 (mars 2024).
 (mars 2024).
La mise en forme du texte ne suit pas les recommandations de Wikipédia : il faut le « wikifier ».
Les points d'amélioration suivants sont les cas les plus fréquents. Le détail des points à revoir est peut-être précisé sur la page de discussion.
- Les titres sont pré-formatés par le logiciel. Ils ne sont ni en capitales, ni en gras.
- Le texte ne doit pas être écrit en capitales (les noms de famille non plus), ni en gras, ni en italique, ni en « petit »…
- Le gras n'est utilisé que pour surligner le titre de l'article dans l'introduction, une seule fois.
- L'italique est rarement utilisé : mots en langue étrangère, titres d'œuvres, noms de bateaux, etc.
- Les citations ne sont pas en italique mais en corps de texte normal. Elles sont entourées par des guillemets français : « et ».
- Les listes à puces sont à éviter, des paragraphes rédigés étant largement préférés. Les tableaux sont à réserver à la présentation de données structurées (résultats, etc.).
- Les appels de note de bas de page (petits chiffres en exposant, introduits par l'outil «  Source ») sont à placer entre la fin de phrase et le point final[comme ça].
- Les liens internes (vers d'autres articles de Wikipédia) sont à choisir avec parcimonie. Créez des liens vers des articles approfondissant le sujet. Les termes génériques sans rapport avec le sujet sont à éviter, ainsi que les répétitions de liens vers un même terme.
- Les liens externes sont à placer uniquement dans une section « Liens externes », à la fin de l'article. Ces liens sont à choisir avec parcimonie suivant les règles définies. Si un lien sert de source à l'article, son insertion dans le texte est à faire par les notes de bas de page.
- La présentation des références doit suivre les conventions bibliographiques. Il est recommandé d'utiliser les modèles {{Ouvrage}}, {{Chapitre}}, {{Article}}, {{Lien web}} et/ou {{Bibliographie}}. Le mode d'édition visuel peut mettre en forme automatiquement les références.
- Insérer une infobox (cadre d'informations à droite) n'est pas obligatoire pour parachever la mise en page.

Pour une aide détaillée, merci de consulter Aide:Wikification.
Si vous pensez que ces points ont été résolus, vous pouvez retirer ce bandeau et améliorer la mise en forme d'un autre article.
Chantal Fontvieille, née le 18 mars 1942 et morte le 3 février 2025 à Saint-Étienne, est une artiste plasticienne de la région Rhône-Alpes.
Diplômée des Beaux-Arts de Clermont-Ferrand (1995) puis de la faculté d'arts plastiques de Saint-Étienne (1999), elle exploite, à partir de ses années de formation, les cibles percées d’impacts.[réf. souhaitée]
Depuis les années 2000, ses installations sont présentes sur la scène artistique régionale (Art dans la ville, Biennale internationale du design de Saint-Étienne, Fête du livre, etc.) et au niveau national dans des lieux institutionnels tels que le réfectoire de l'abbaye Saint-Philibert de Tournus (2000), Les Subsistances à Lyon (2003), l'hôtel du département du Puy-en-Velay (2007), le centre d'art contemporain La Halle des bouchers à Vienne (2022), le couvent des Cordeliers de Châteauroux (2024).[réf. nécessaire]

## Le choix de la cible comme motif de l'œuvre
C’est dans les stands de tir que l’artiste récupère sa matière première : cibles au rebut, usagées, de tous formats. Meurtrie, abîmée, froissée, la cible est une chair, un corps à deux faces que Chantal Fontvieille répare et réinvente. Dans ce motif, riche de significations, sont mis en tension: visée et impact, fragilité et cruauté, geste juste et abandon.[réf. souhaitée]
Objet archétypal, la cible est le matériau exclusif du travail de la plasticienne et son motif privilégié. Il s’agit, pour elle, de produire le plus de densité possible à cet objet cible et à l’impact: traits, hachures, grains photographiques, incisions de gravure s’enchevêtrent pour donner à l’objet une épaisseur et un relief.[réf. nécessaire]
Dans son premier essai, Impacts sur cibles – du jeu balistique au jeu plastique (1998) Chantal Fontvieille traitant des représentations de la cible dans l’Histoire de l'art, analyse les conditions du « geste juste » aussi bien chez le tireur à l’arc (zen) que chez le plasticien. L’œuvre naît, pour l’artiste, d’ une confrontation « entre la stratégie de tir et le processus plastique, entre l’empreinte du geste balistique (l’impact) et la trace graphique (tache de peinture, de dessin, hachure, entaille, surpiqure au fil, coulées, etc.). »[source insuffisante]
Au tir à l’arc, l’archer, devenu maître Zen, est capable de tirer au centre de la cible les yeux fermés. Il vise le cœur de la cible : un simple point. Mais pour atteindre le cœur de la cible, il doit en partie trouver cette « qualité d’abandon »[source insuffisante] et de lâcher-prise, évoquée par le philosophe allemand Eugen Herrigel. Pour celui-ci, l'archer, afin d'atteindre le « geste juste », s’abstrait du contexte et intériorise l’objectif à atteindre. Selon le philosophe Eric Manguelin, le plasticien, à l’instar du maître zen, « devient cible et flèche »: il est mu tout à la fois, par « l’instinct, la sensualité de la matière et l’expérience de la couleur ». « L'improbable geste juste » que recherche Chantal Fontvieille repose sur une ligne de crête entre force et violence car « la violence est une force qui a dérapé; la force est une violence canalisée, stabilisée, maîtrisée. »[source insuffisante]

## Parcours artistique
De 1993 à l’été 2024, durant lequel Chantal Fontvieille participe à l’exposition Cibles. Tirs. Impacts au couvent des Cordeliers de Châteauroux[source insuffisante], en écho de l’événement des Jeux olympiques en France[source insuffisante], la plasticienne a construit une œuvre qui est devenue, selon le critique d'art Joël Couve, « son biotope, son écosystème, un plan existentiel de création. » Le parcours de l’artiste, depuis une trentaine d’années, relève d’un « processus balistico-plastique qui jamais ne s’interrompt. »[source insuffisante] Celui-ci place tantôt l’accent sur le geste (visée, traversée, réparation) tantôt sur sa trace (impacts, trouée, chair meurtrie, blessure). Tandis que le stand de tir et le corps visé se sont progressivement intégrés à l’œuvre, certains matériaux comme l’arbre et certaines œuvres d’histoire de l’art vont cheminer vers un devenir-cible.[réf. souhaitée]

### Stand de tir, Saint-Étienne La Terrasse, 1998
Remontées sur le stand de tir de Grouchy, lors d’une installation éphémère (avril 1998), les cibles gravées ou corps-cibles permettent d’expérimenter la position, le point de vue, la perspective du tireur : « Le point de vue du spectateur, jouet de la perspective, se confondait alors avec celui du tireur. (J. Couve) »

#### Cibles gravées

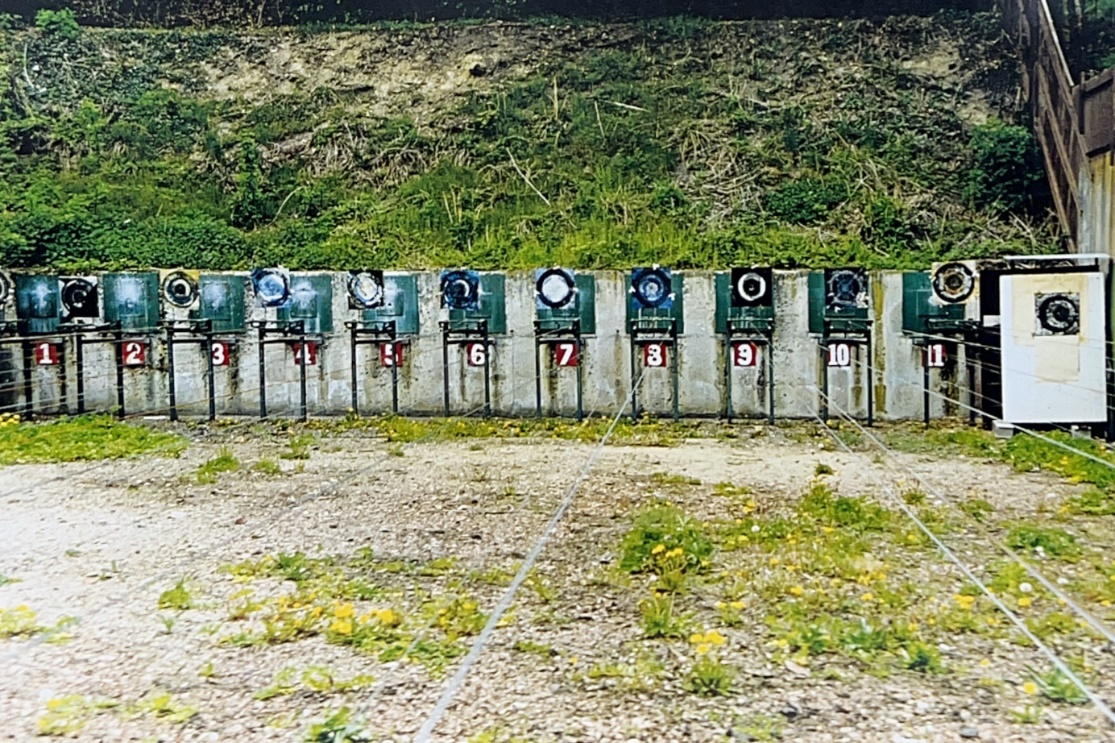
Cibles, gravure, stand de tir, 1998.

#### Corps-cibles
Pour la première fois sont exposés les corps-cibles, transferts photographiques de corps sur cibles, cartonnées, impactées de balles.[réf. souhaitée]
Ce Saint Sébastien au féminin est un hommage au San Sebastian (1480) de Mantegna. De manière emblématique, pour l'artiste, le corps, transféré sur une cible au verso, « se fait sacrifice du fait même qu’il est recouvert par les "blessures" du support : les impacts. » Est ainsi démontré que « le geste du tireur » parce qu’il « présuppose toujours une cible vivante, un corps », contient une violence latente. La Fédération française de tir interdit formellement de tirer sur des cibles imprimées représentant un corps humain. Chantal Fontvieille, dans un geste de transgression, opère un recodage plastique du corps sur la cible pour manifester avec intensité la violence du tir.[source insuffisante]

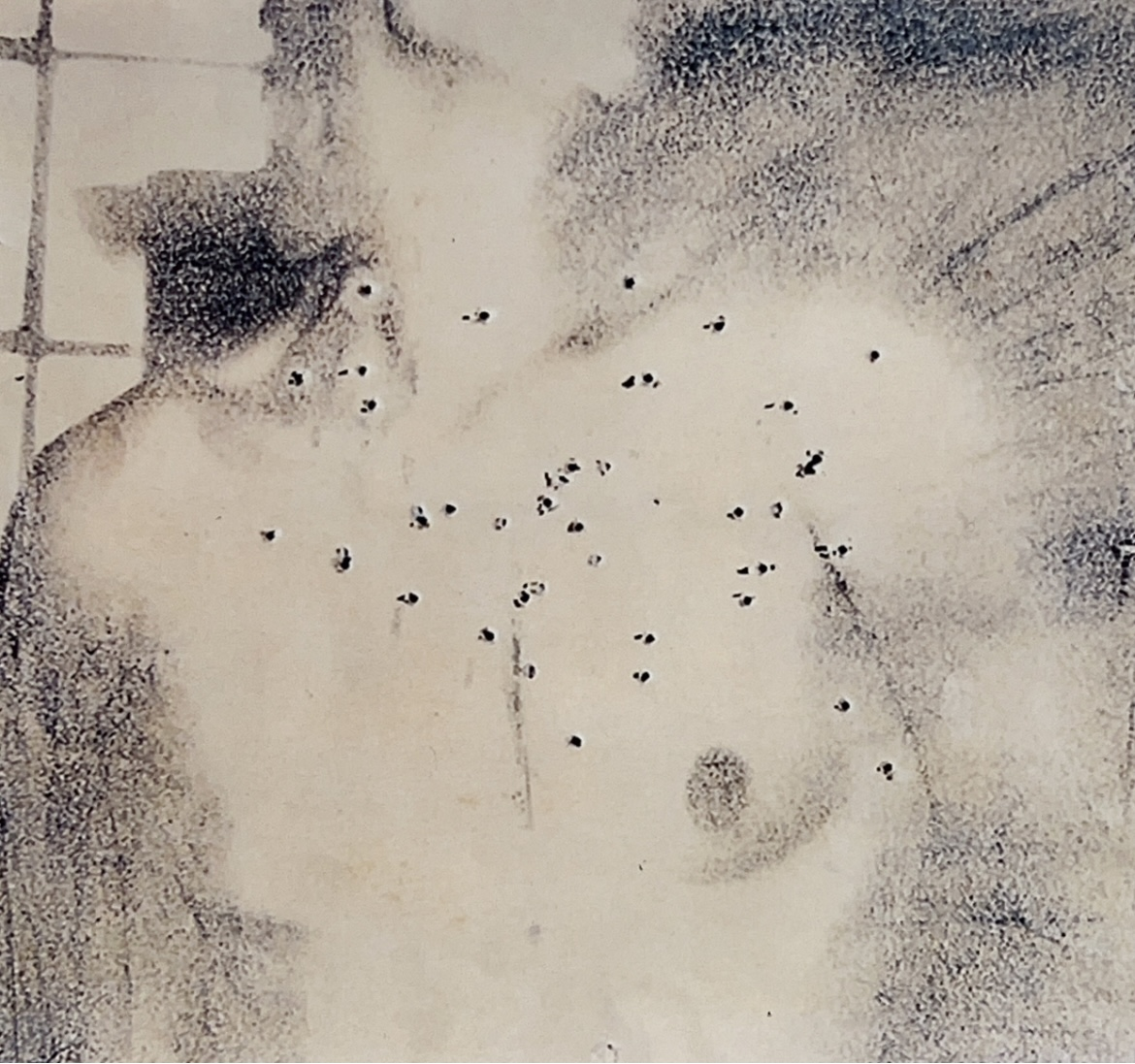
Saint Sébastien au féminin, impacts de lumière sur corps-cible, 1997,.

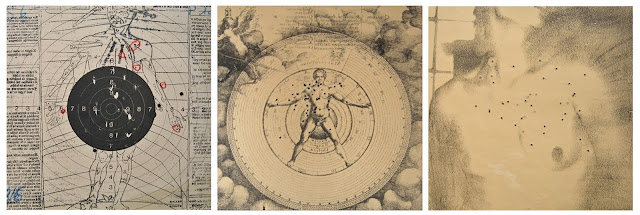
Du corps au monde, Corps-cibles, 3 cibles, transfert photographique, impacts, 1997. Cible 1, d'après Le fasciculus medicinae-atlas des lésions traumatiques, Venise (1491). Cible 2, d’après L'homme au centre de l'univers, R. Fludd, Schéma du microcosme et du macrocosme (1616-1626). Cible 3, Saint Sébastien au féminin, Hommage au San Sebastian de Mantegna (1480).

Comme chez Léonard de Vinci, ainsi que l’explique Valentine Oncins, universitaire en Art, « tout est dans tout. Les lignes de notre corps se prolongent et fusionnent avec l’univers et avec l’infini. » Contre l’idée d’une séparation, cette « traversée organique et cosmique affirme la permanence organique du lien. »

### Les Impa-cibles, Tournus, Réfectoire de l’Abbaye, 2000

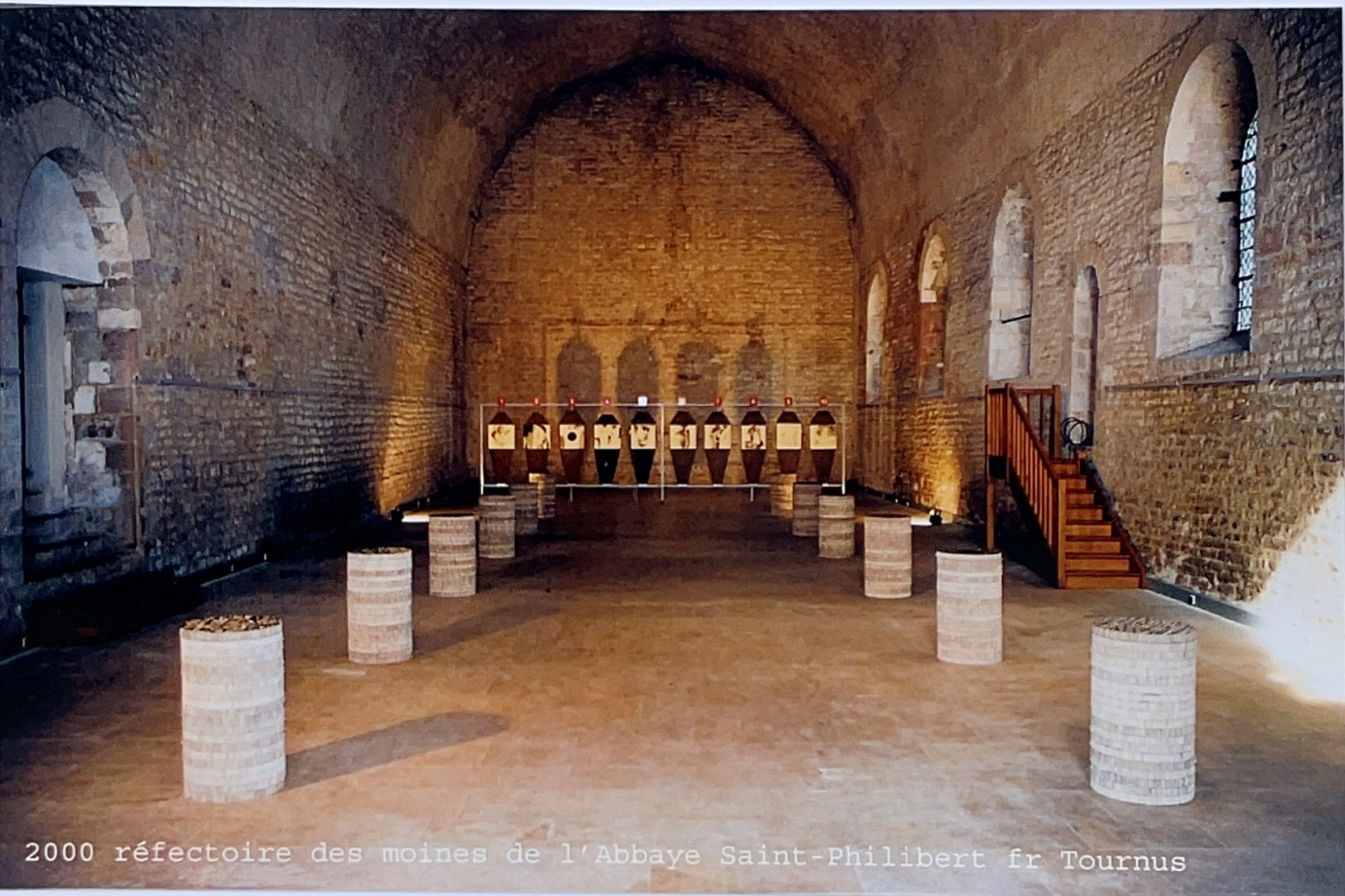
Les impa-cibles, Tournus, réfectoire des moines de l’abbaye Saint Philibert, 2000.
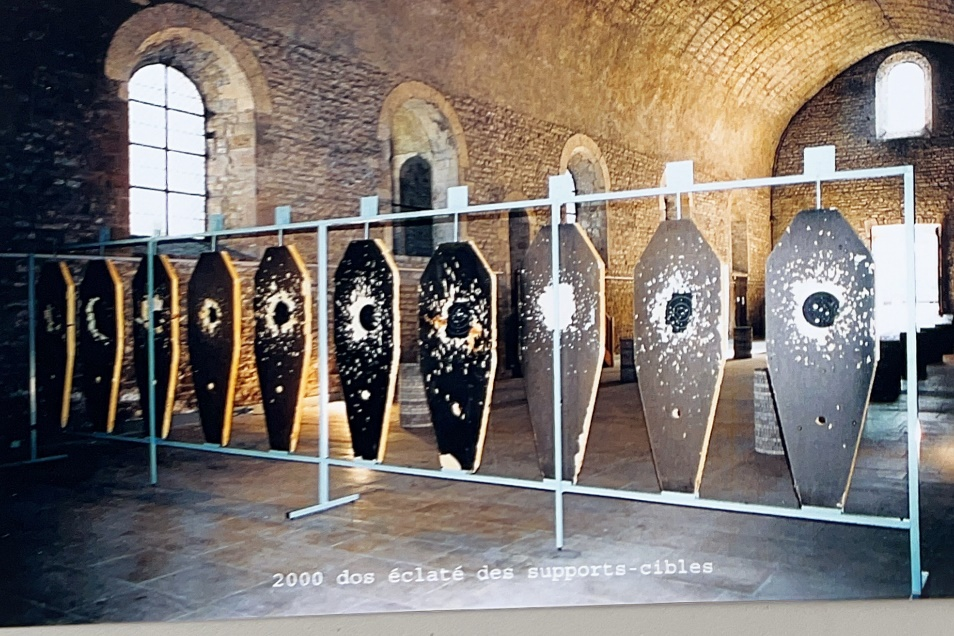
Impa-cibles, vue de dos, installation, réfectoire de l'Abbaye, 2000.

En 2000, les corps-cibles sont installés dans un monument historique du XIIe siècle, le réfectoire de l’Abbaye Saint-Philibert de Tournus. Répondre à un lieu, à un espace empreint du passé et du présent, telle est la première visée de l’installation où se projette à plusieurs mètres de hauteur au fond de la salle, sous la large voûte, l’ombre des supports-cibles qui évoque un gibet. Sur les côtés du bâtiment, en résonance avec les colonnes de l'Abbaye, sont alignées de petites colonnes de carton surmontées de cosmocibles. L’impact qui est blessure et déchirure rappelle que l’art n’est rien s’il n’est pas éprouvé selon la troisième dimension, la « dimension spirituelle » du regard et de la visée où spectateur et artiste se rencontrent et se questionnent sur la violence sociétale.[réf. souhaitée]

### Impacts de lumière sur corps-cible et sur stèles, Lyon, Les Subsistances, 2003
Gravées de cercles, transpercées avec des outils rudimentaires, les stèles donnent l’image d’une chair meurtrie. Selon Françoise Besson, commissaire de l’exposition La chair et Dieu, cette expérience du regard « nous appelle à une mise en ordre, un inventaire serein des déchirures de la chair et de ses réparations qui sont déformations, étirements, réassemblements, œuvre patiente autant qu’exigeante, pour que la lumière puisse, partout toujours en nous, frayer sa voie. »

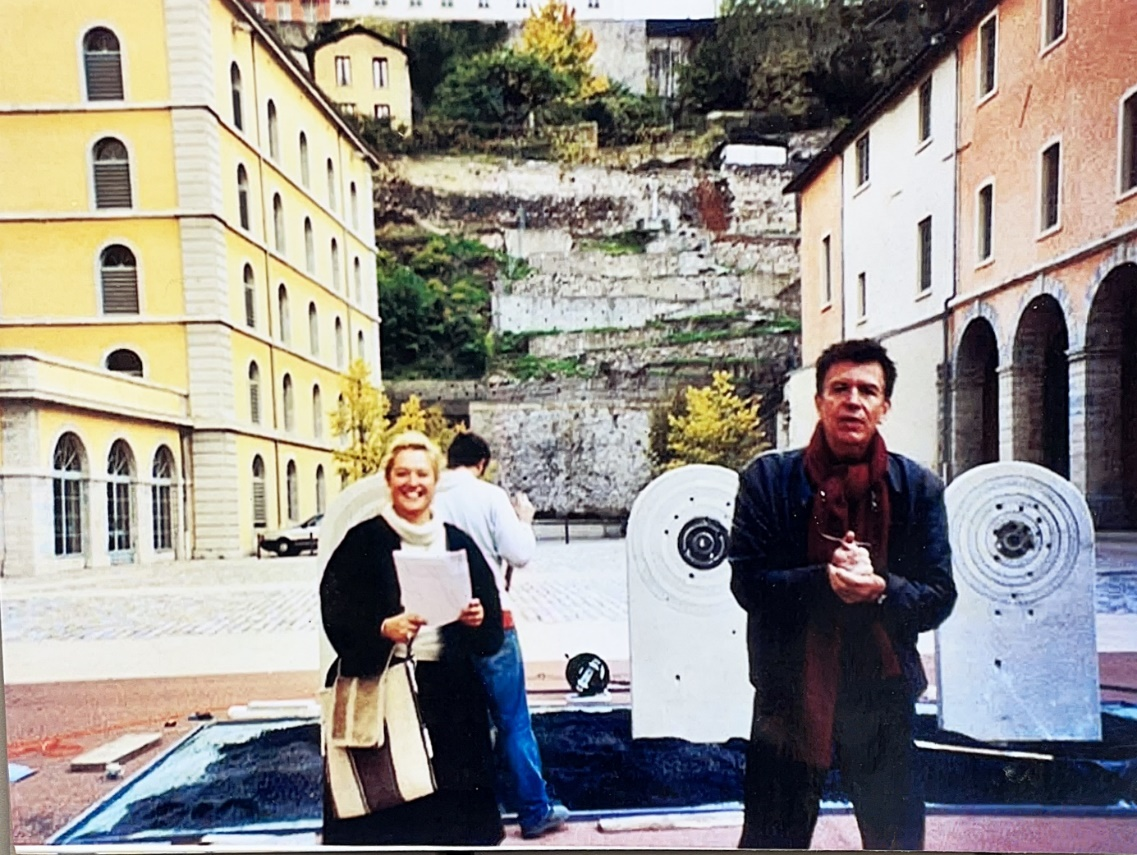
Impacts de lumière sur stèles, triptyque de stèles en béton armé, exposition « La chair et Dieu », Lyon, Les Subsistances, 161 × 90 × 9 cm, 2003[13].
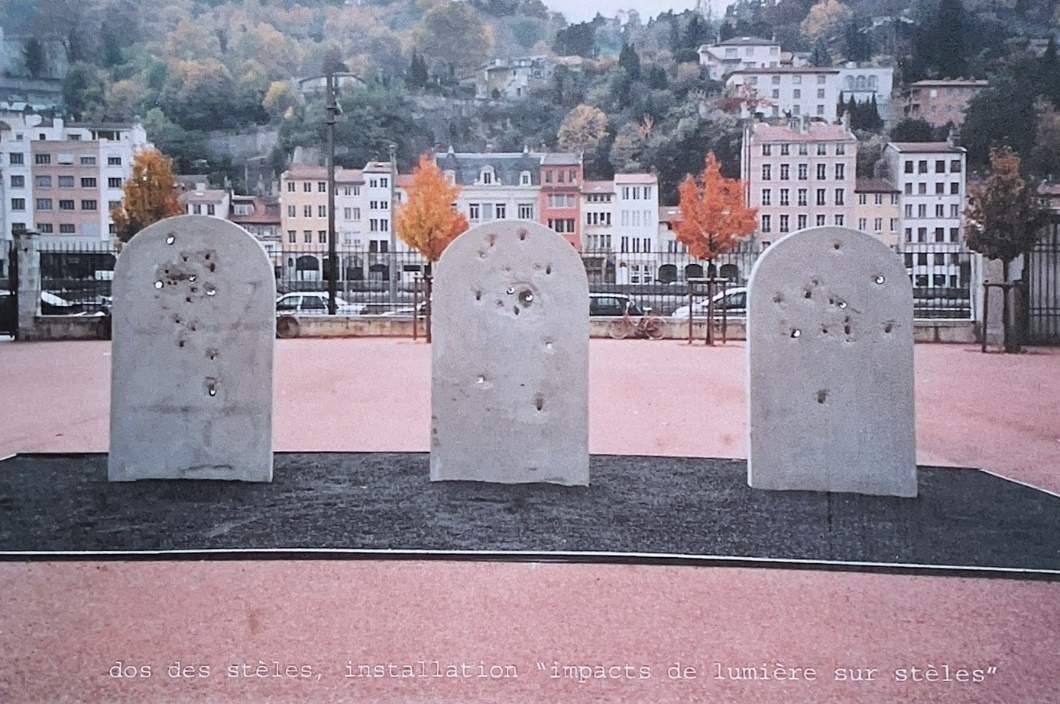
Impacts de lumière sur stèles, vue de dos, triptyque, La chair et Dieu, Les Subsistances, 2003.

### Mise à vue, Le Puy-en-Velay, Hôtel du département de la Haute-Loire, 2007

#### Installation

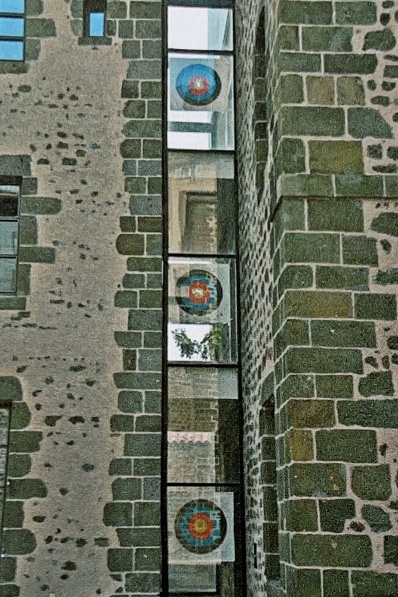
Les Astres de mon ciel, cibles de tir à l’arc, Mise à vue, façade, Le Puy-en-Velay, hôtel du département de Haute-Loire, 2007.
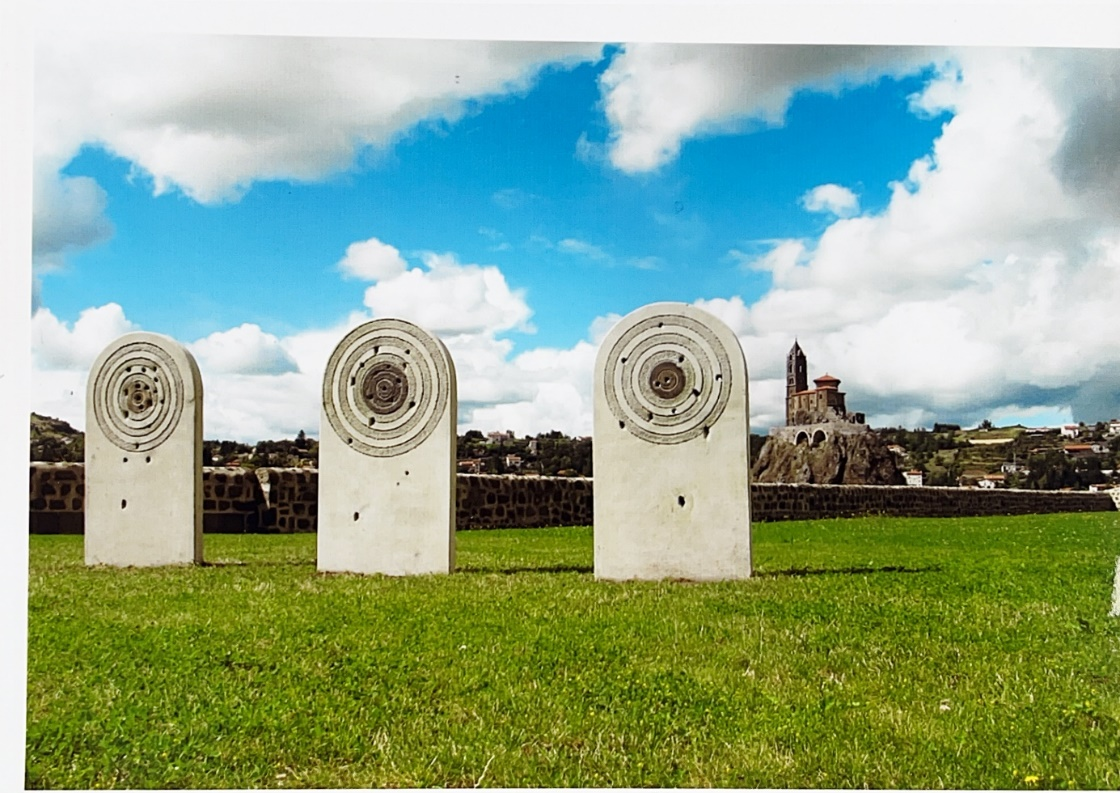
Impacts de lumière sur stèles, triptyque, béton armé, Mise à vue, Le Puy-en-Velay, hôtel du département de Haute-Loire, 2007.

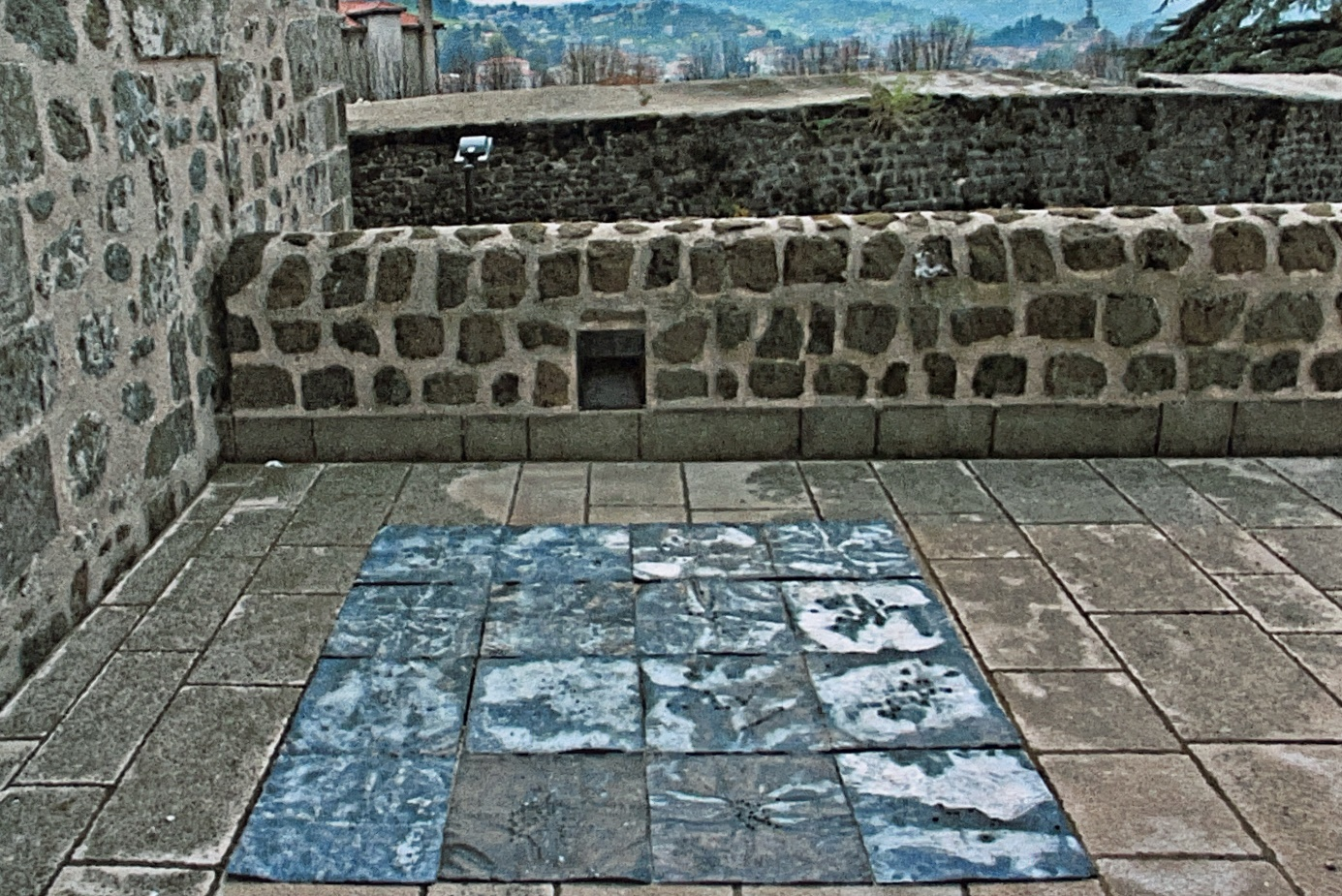
Cibles, plomb, Mise à vue, hôtel du département de la Haute-Loire, Le Puy-en-Velay, 2007.

L’exposition Mise à vue propose un parcours artistique dans cet ancien hôpital, réhabilité par Jean-Michel Willmotte. En cheminant du hall à la terrasse, des passerelles aux salles, selon un « art de la cible » qui soit « une pratique en prise directe avec la vie réelle », le visiteur est invité à se réapproprier le lieu. Ainsi, l’œuvre Impacts de lumière sur stèles, dressée sur l’esplanade, fait face au point culminant de la ville du Puy : la statue de Notre-Dame de France.[réf. nécessaire]

#### Le Tir au Roy

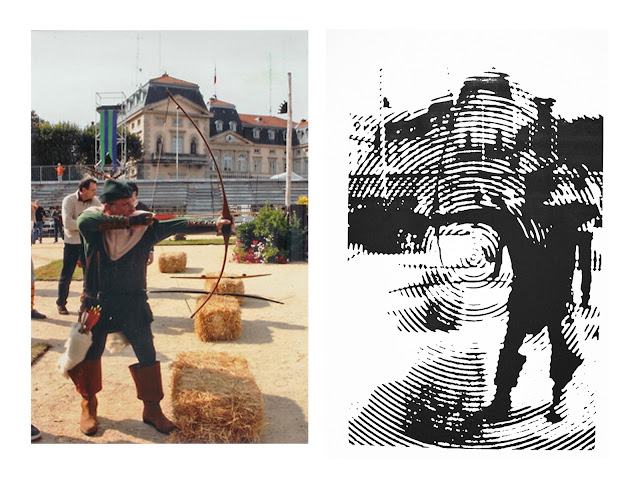
C. Fontvieille, Le tir au Roy, sérigraphie

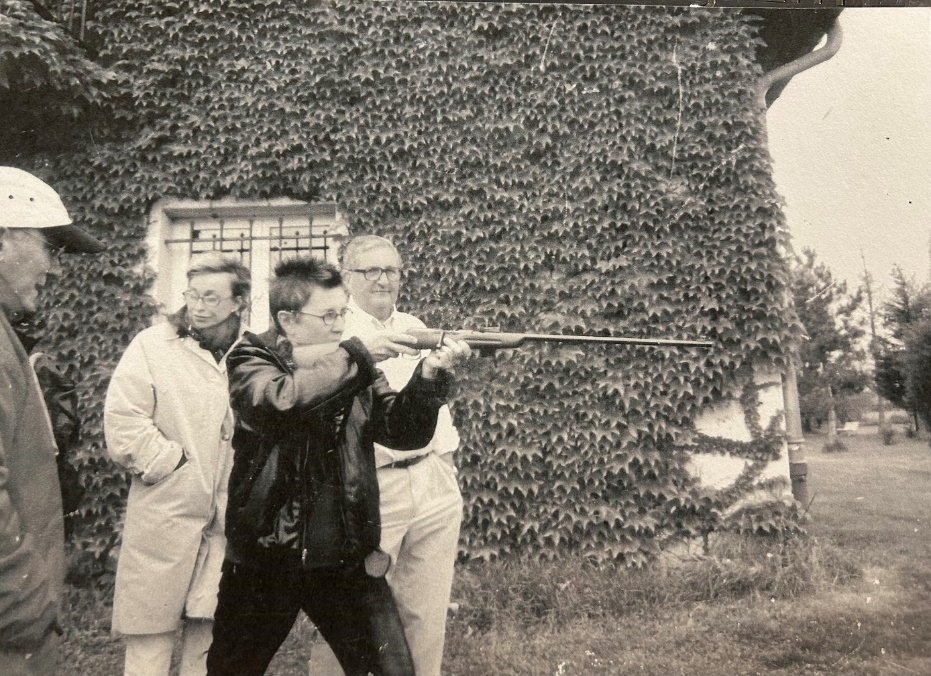
C. Fontvieille à l’essai du tir, photo de l'artiste, 1990

Parmi les œuvres, une série de 7 sérigraphies, intitulée Le Tir au Roy, fait référence aux compétitions de tir à l’arc qui se déroulent, pendant les fêtes du Roi de l’Oiseau, au Puy-en-Velay.[réf. souhaitée]

### Liages, 2007-2010
Liages est le titre de la première exposition personnelle de Chantal Fontvieille, à la Galerie Françoise Besson à Lyon, qui évoque simultanément le « passage », le « lien » et la « réparation ». Quel que soit le support, « il s’agit toujours de passer à travers, pour maintenir un lien : passer à travers le carton et le plomb, laisser filtrer la lumière à travers l’obscurité des stèles, passer à travers le corps», écrit Valentine Oncins. Et si le recto communique avec le verso du support cible c’est parce que « la réversibilité donne accès à une forme plus pure de visibilité. » Comme le précise enfin Chantal Fontvieille, « le regard perçant va au-delà du factice de la surface des images. »[source insuffisante]

#### Livres-objets
Ce titre Liages renvoie aussi aux livres-objets. Des cibles de carton ou de plomb, que l’on peut tenir dans la main, sont enveloppées dans des couvertures de feutre protectrices dans un feuilleté de matières (plomb, carton, feutre, bois) exprimant le liage et la réparation. Marquées des mêmes empreintes balistiques, les petites cibles de plomb et de coton sont d’évidentes métaphores de la chair meurtrie, sacrifiée à d’inutiles guerres, comme celle du grand-père tombé tout jeune encore dans les tranchées de la guerre de 1914. La cible « se pare » alors, pour reprendre les mots de l'universitaire Marie-France Grange, « de la brutalité de la matière. » Du carton à la pierre ou au béton en passant par le plomb, elle « porte avec dignité ses blessures et ses brisures. »[source insuffisante]

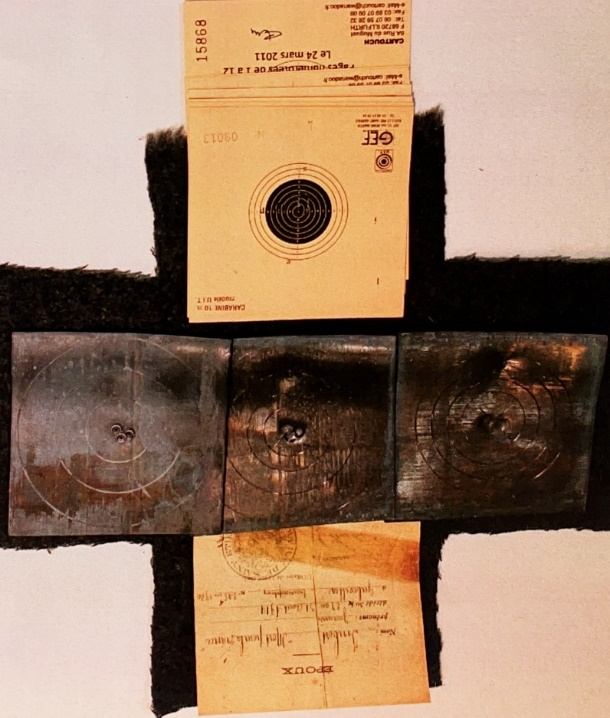
Simple soldat 1914-1918, cibles en plomb, carton de tir, feutre, bois, 2010. 3 exemplaires dont un dans la collection du Victoria and Albert Museum, Londres.
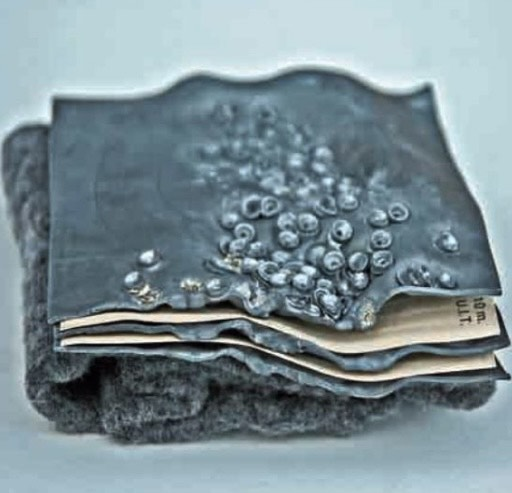
Livre objet Chair de cible-chair de plomb, Mise à vue, hôtel du département de Haute-Loire, 2007.
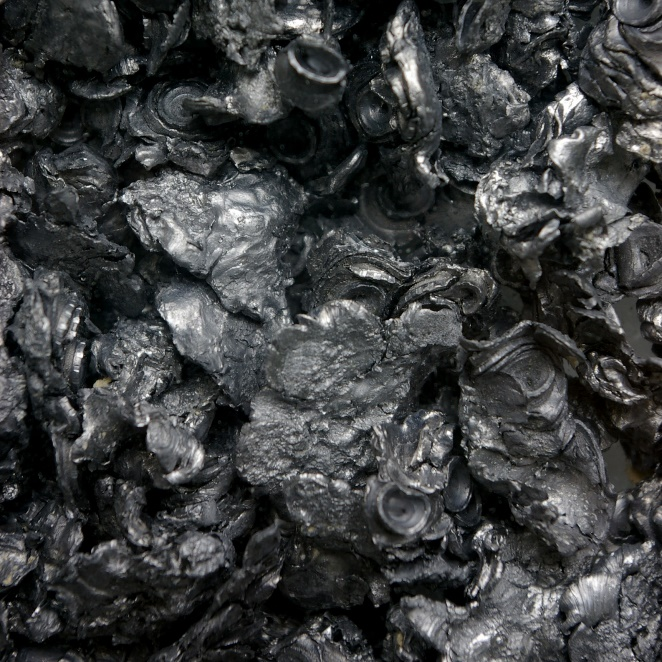
Éclats de plomb et graphite, détail.
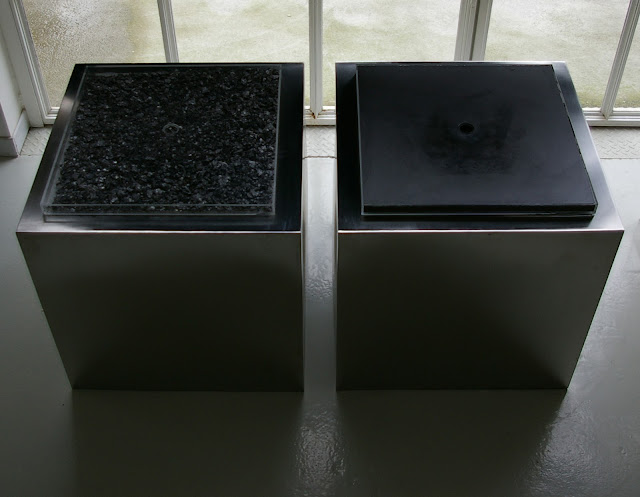
Éclats de plomb et de graphite, sculpture, coll. part., 2008-2009.

#### Collaboration artistique avec A. Stella

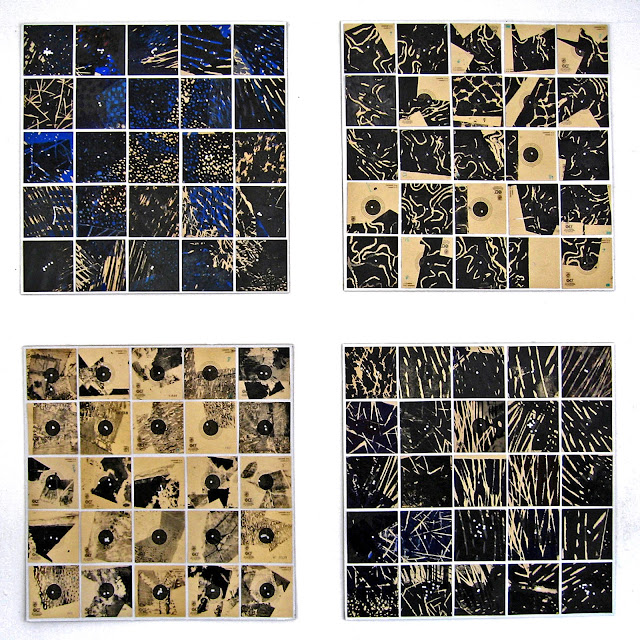
C. Fontvieille, Cibles sensibles, 100 cibles gravées, 4 panneaux de 25 cibles, design d’A. Stella, 2008.

Liages est aussi le titre qui renvoie aux multiples collaborations avec la plasticienne et designer A. Stella pour des livres, livrets, et œuvres murales. A. Stella offre aux gravures sur cibles de petits formats un écrin de carton blanc dont témoigne l’ensemble monumental des Cent cibles sensibles, constitué de 4 groupements de 25 cibles, encadrées par A. Stella.[réf. souhaitée]

#### Reliefs de cibles
En 2010, dans la continuité de ce geste de « réparation », expression de Chantal Fontvieille, est créée la série des Reliefs de cibles, le mot « reliefs » désignant à la fois des lambeaux et une forme sculpture.[réf. souhaitée]

#### Livres d'artiste
Liages: ce sont encore les échanges et collaborations avec plasticien.nes, écrivain.es, et chercheur.ses.[réf. souhaitée]
Plusieurs livres d’artiste sont nés des collaborations de Chantal Fontvieille avec Jacquie Barral[source insuffisante] ou avec Max Marcuzzi ; en 2007, est réalisé un livre d’artiste d’œuvres originales et de textes de Marie-France et Marie-Christine Grange, intitulé De pierre, de plomb et de papier.
L’œuvre de Chantal Fontvieille a suscité l’intérêt et l’attention d’intellectuels qui ont souvent écrit sur elle. Entre 2004 et 2005, le philosophe Eric Manguelin avait fait paraître trois entretiens aux éditions Jean-Pierre Huguet. Outre l’accompagnement de sa fille Agnès Fontvieille Cordani, l’artiste a reçu le soutien fidèle de l’historienne de l’art Valentine Oncins et du philosophe deleuzien Joël Couve[source insuffisante]. Fins connaisseurs de l’œuvre, ils ont contribué à l’analyse et à l’exploration de ses enjeux essentiels.[réf. souhaitée]

### Mise-en-cible, 2013
Entre 2010 et 2011, Chantal Fontvieille a fait « coulisser » (Joël Couve), le corps de L’Ecce Homo du Caravage sur la cible officielle (police nationale, voir image no 2). Cette confrontation entre une représentation connue de l’histoire de l’art et une cible ordinaire (qui, par exception, figure une personne) a donné naissance à l’installation Mise en cible composée de 14 stations en noir et blanc sur plexiglas. Présentée à la Galerie Françoise Besson (Lyon, 2012) puis à Docks Art Fair (Lyon, 2014), cette œuvre fait référence dans la recherche de l’artiste sur la cible et le corps.[source insuffisante]
Si nous percevons que la mise en croix de l’Ecce Homo du Caravage et la cible, utilisée par la police nationale dans les stands de tir, « peuvent se superposer et se replier l’une sur l’autre », décrypte Joël Couve, « c’est en fonction d’une opération surprenante. En effet, sur le corps même du Christ outragé, bientôt sacrifié et cloué sur la croix, liant ensemble violence et sacré, Chantal Fontvieille prélève et isole la figure spécifique de l’homme en tant que cible. La cible serait ainsi le statut générique de notre condition humaine […]. »

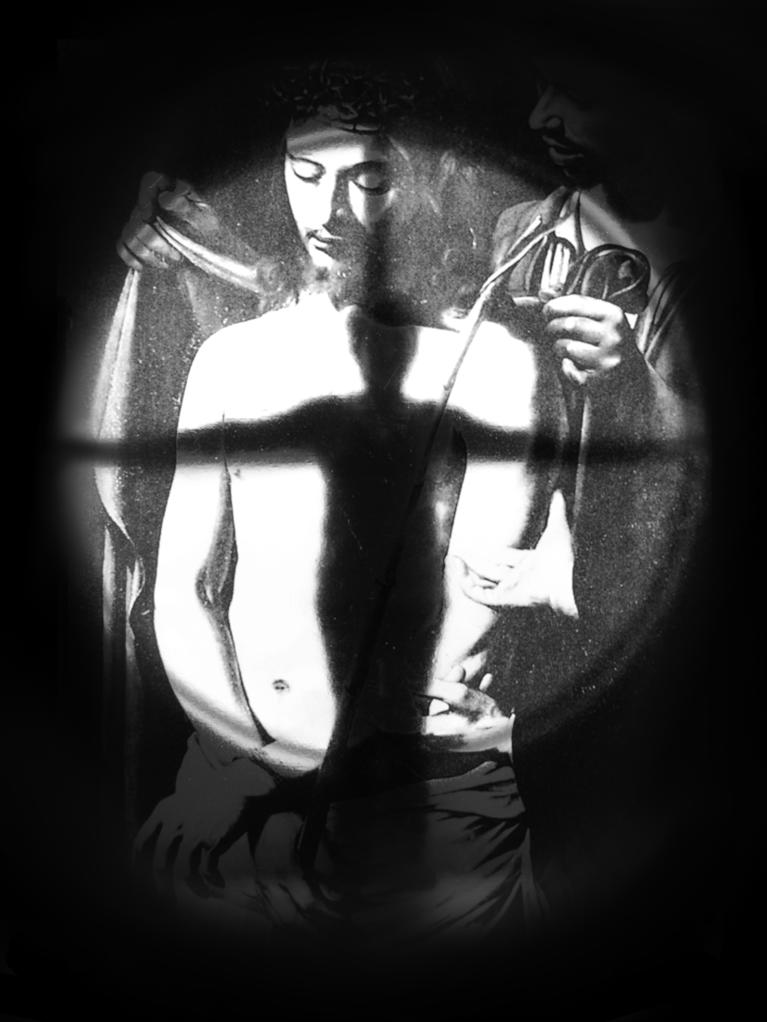
Mise en cible XIV, impression sur plexiglas, 3 épreuves numérotées, 2011, 485 × 640 cm.
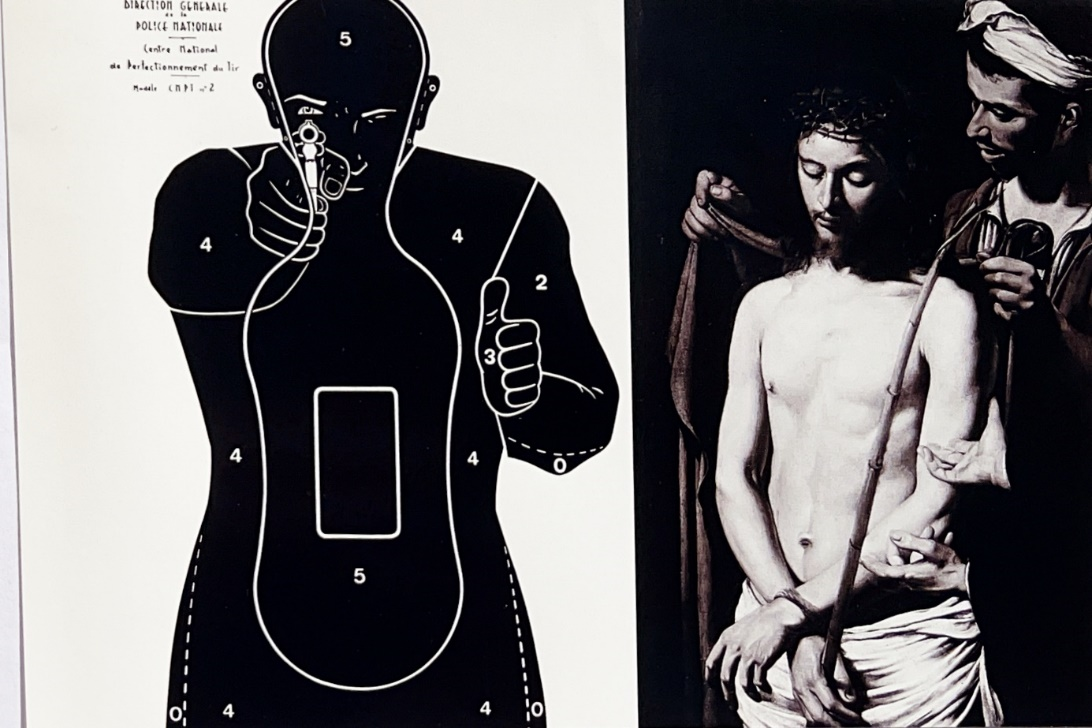
Mise en cible I, impression noir et blanc sur plexiglas, 3 épreuves numérotées, 2010-2011 640 × 485 cm.

C’est encore comme « évocation métaphorique de l’homme par la représentation de sa mise en cible » que Mise en cible retient l’attention de l’écrivain Bernard Collet, commissaire. Dans La Feuille de boucher qui accompagne l’exposition du centre d'art contemporain La Halle des bouchers (2022) à Vienne, il écrit : 

« Voici l’homme, semble nous dire l'oeuvre, dans toutes les composantes de sa force et de sa fragilité, dans sa condition d’homme pris au tir croisé de l’amour et de la haine, de la douleur et du désir, à la fois tyran et victime, corps souffrant et faisant souffrir, à la fois chasseur et chassé. 'Mise en cible reprend, en l’associant à la figure du tireur contemporain, l’iconographie d’un Christ-cible dans le célèbre tableau Ecce homo probablement peint en 1605 par le Caravage. Elle pose ainsi la possibilité de nous y reconnaître. »

### Cibles brodées, 2012-2016

#### Cosmo-cibles brodées
Dans la série des cosmo-cibles brodées, réalisées par l’artiste, en collaboration avec Christine Peyret, le liage se fait broderie. Les cibles brodées, présentées à Drawing Now Art Fair (Carrousel du Louvre, Paris, 7e édition, 2013) présentent une surface constellée d’impacts, suggérant une représentation du cosmos soulignée par la broderie.[réf. nécessaire]

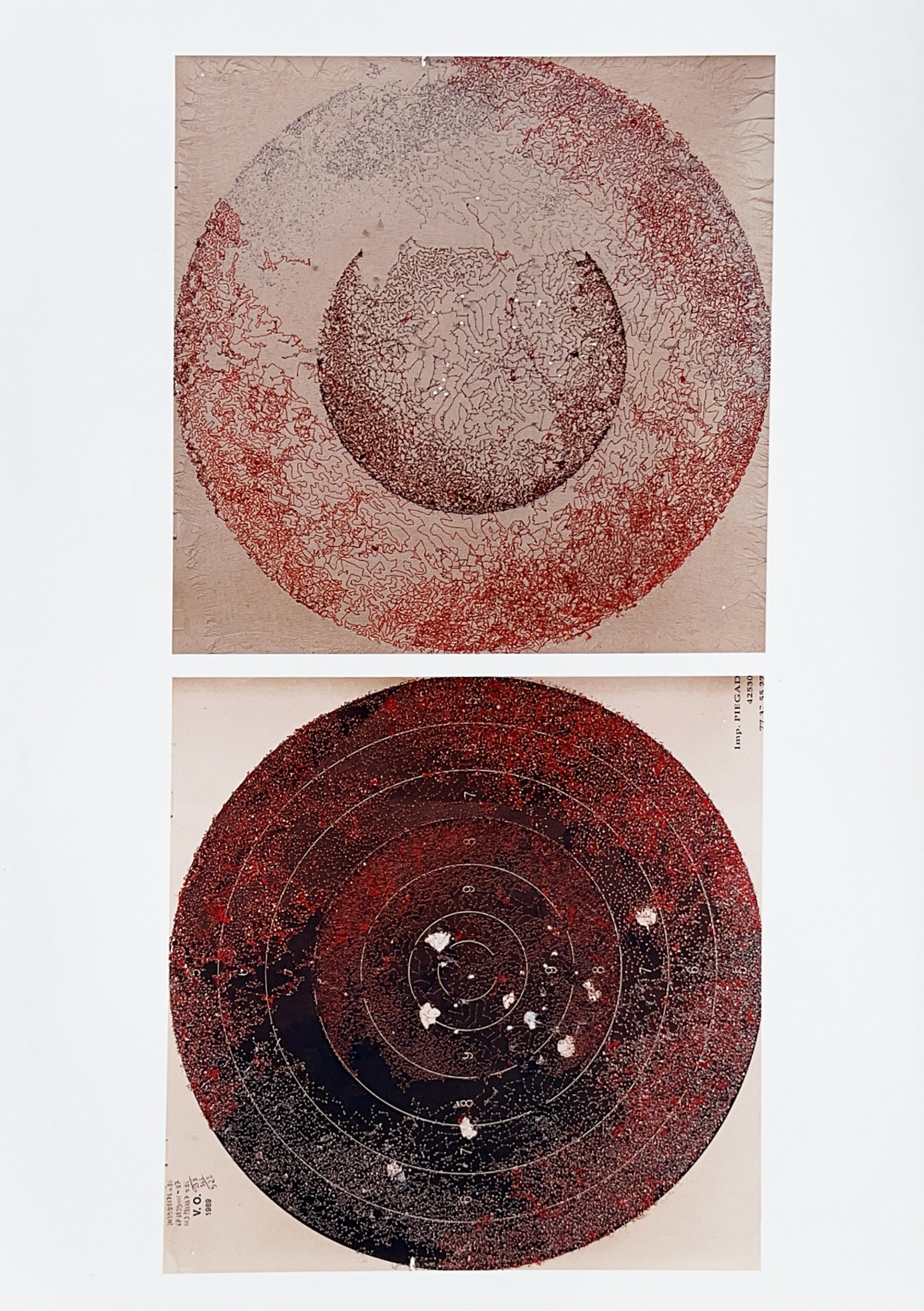
Cosmocible brodée (verso et recto), broderie C. Peyret, 2012.
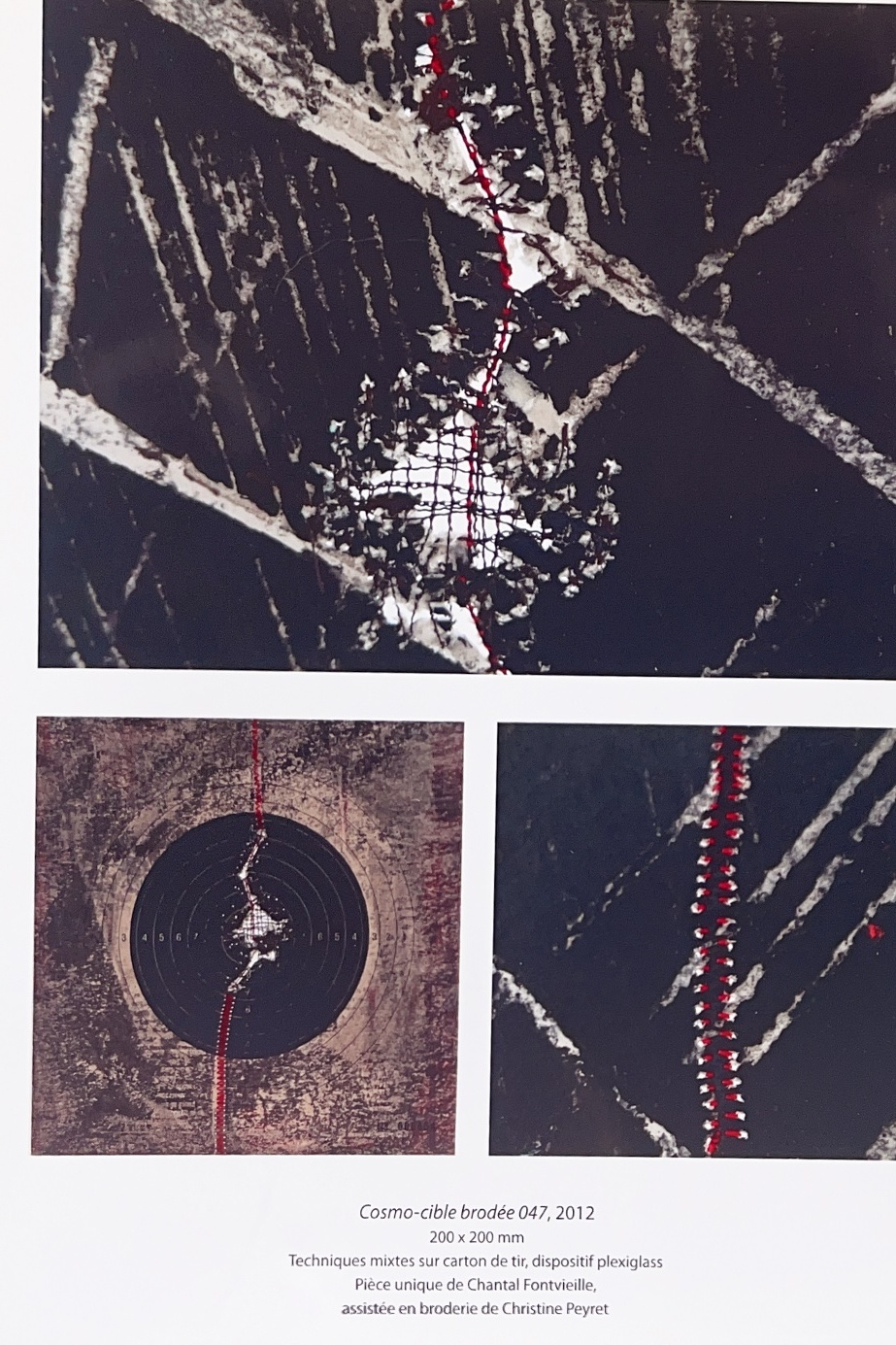
Cosmo-cible brodée, vue d’ensemble et détails, techniques mixtes, broderie C. Peyret, 2012, 10 × 10 cm.

#### Trajectoires de cibles brodées

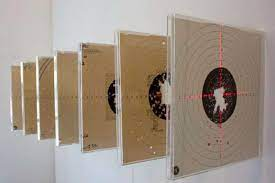
C. Fontvieille, Trajectoires de cibles brodées, cibles, laser rouge, broderie C. Peyret, 2014 courtoisie Galerie Françoise Besson, lyon France

Jusqu’en 2016, Chantal Fontvieille invente des dispositifs de cibles brodées dont l’installation Trajectoires est l’aboutissement avec la mise en perspective de cibles brodées traversées d’un rayon de laser rouge.[réf. souhaitée]

### Entre arbre et cible, 2013-2016

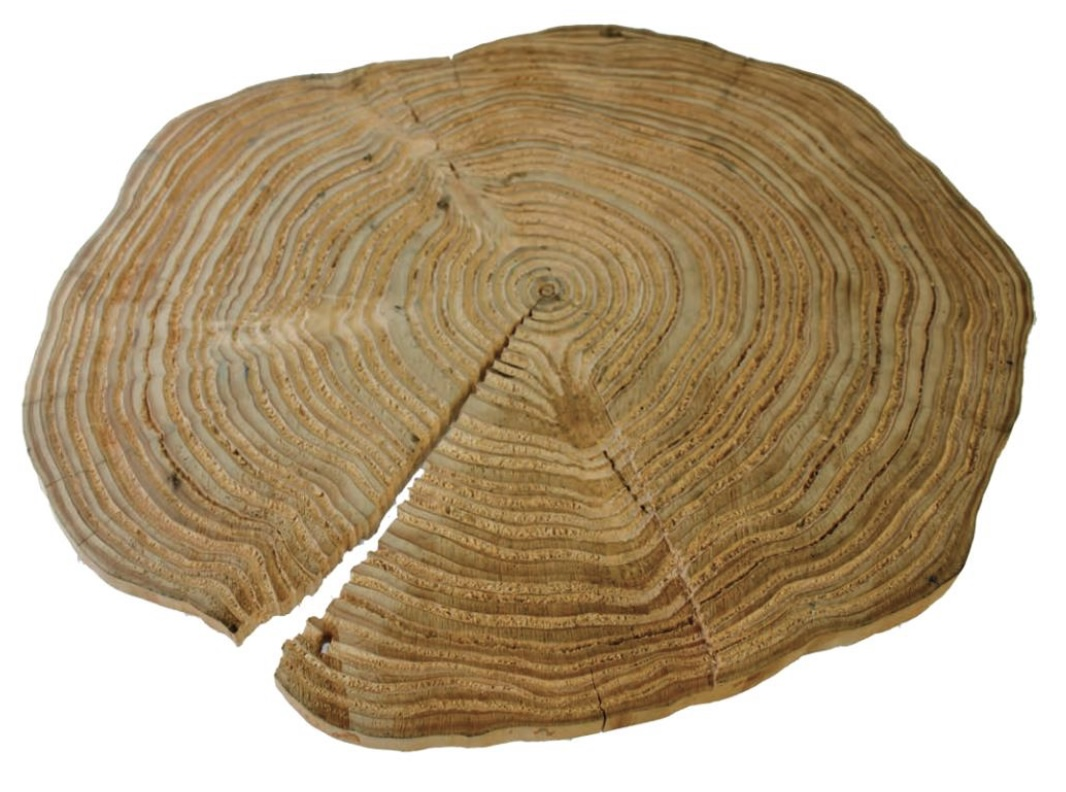
C. Fontvieille, rondin de bois sculpté servant de matrice aux Fluidités

C’est à l’initiative de la galeriste Françoise Besson qui, pour les dix ans de sa galerie en 2014, organise l'exposition collective Le devenir arbre, que Chantal Fontvieille se met à travailler le matériau bois en 2013.[réf. souhaitée]
Un « quatuor cible-racines-bois-rouille » (Joel Couve) donne naissance aux séries des arbres-cibles et des cibles-racines que l’artiste réunit dans une exposition qu’elle intitulera Entre arbre et cible, en 2016. La cible entre en contact avec le monde naturel. Sur la cible, écrit Joel Couve, « passent la terre et la nature, passe le flux du vivant. La cible, c’est le monde avec toute sa beauté et sa cruauté, avec les forces qui le composent et le déchirent. »[source insuffisante]

#### L’arbre-cible
L’arbre-cible travaille la cible par strates et par phases, selon un protocole précis que décrit Valentine Oncins: « À l’atelier, Chantal Fontvieille entreprend la métamorphose de la cible. Elle creuse à la gouge des rondins de troncs d’arbre qui serviront à gaufrer les cibles. En creusant se découvre la vérité de l’arbre, sa vie en profondeur – tous les événements ou accidents qui ont marqué son parcours : coups de hache, sécheresses, croissances, maladies, rencontres… Puis le gaufrage sous presse éprouve la matière de la cible, lui ajoute forme, relief et déchirures, souligne et accroît sa dimension vulnérable… Le gaufrage évoque le temps: temps de l’arbre, temps de la cible, notre propre temps de vie. Ce temps se fond dans l’espace. »[source insuffisante]
Pour l’artiste, le support-cible devient un nouveau lieu où se superposent et se combinent toutes les strates de dégradation et de réparation de la matière, qui engagent le corps et le mental : impacts du tir, rouille du temps, gaufrage des cernes de vie de l'arbre.[réf. souhaitée]

#### Cibles-racines

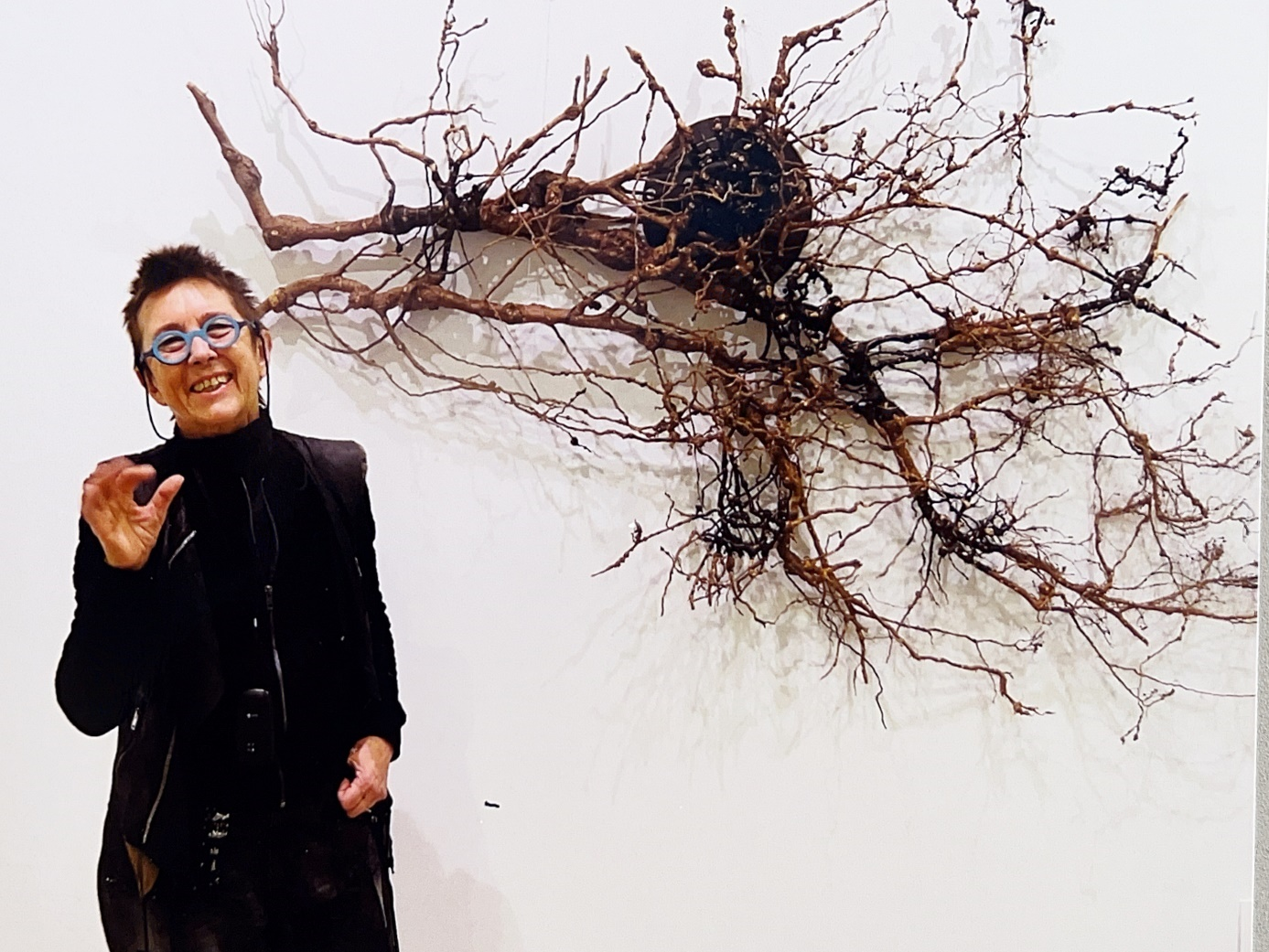
C. Fontvieille devant son œuvre Cible-racine 6, peinture, gravure sur racine, avec la collaboration de Mathieu Langumet et Catherine Dutey, 2016,

Vu depuis ses racines, l’arbre offre un autre tracé : ouvert, singulier, résolument excentrique. Appartenant au monde caché du sous-sol, la racine permet à l’artiste d’approfondir une dimension présente dans tout son travail: la face cachée, la trajectoire résistante du vivant.[réf. souhaitée]

### «… À travers…», 2020
« Prendre quelque chose au rebut, précise Chantal Fontvieille lors du vernissage de l'exposition « … À travers… » (galerie Françoise Besson) en 2020, c’est ne pas tout choisir, ce n’est pas avoir le plus beau papier, le plus beau bois, c’est s’adapter aux circonstances et essayer d’être le plus juste possible dans tous les choix qu’on fait ou dans les gestes qu’on fait, même sur le plan plastique, pas obligatoirement pour obtenir un résultat beau mais (pour) quelque chose qui correspond parfaitement à ce qu’on ressent. »[source insuffisante]

#### Cibles de tir à l'arc
Depuis la fin des années 2010, réduisant son vocabulaire artistique au strict minimum, l’artiste trempe ses cibles, à l’extérieur, dans différents bains de rouille qui déchirent et corrodent la matière. Par ce procédé, l’eau guide l’encre de Chine, la rouille ou le brou de noix au travers des impacts, reliant recto et verso, grâce aux éclaboussures. La traversée du support est désormais moins associée à un liage, à un geste de réparation qu’au mouvement même de la vie. Selon Valentine Oncins, c’est là toute la dimension « paradoxale » d’une œuvre tendue « dans l’opposition entre le pouvoir magique accordé au hasard, au laisser faire de la matière et cette nécessité de le maîtriser, de le travailler comme un matériau pour réaliser des œuvres qui sont proches du flux, du mouvement, du passage, de la visée, du tir ».[source insuffisante]
« Ma série …à travers… raconte une histoire naturelle, imprévisible, qui me fascine », écrit l'artiste dans le texte accompagnant l’exposition « …À travers… ». Les cibles de tir à l’arc disent le passage du temps, l’œuvre des matériaux, la continuité de la vie dans sa déchirure continue.[source insuffisante]
Comme l’a analysé l’écrivaine Sophie Coste, ce qui importe donc, c’est moins la traversée triomphale de la flèche de l’archer que le fait d’être traversé : « C’est ici que l’intervention de Chantal Fontvieille rompt avec toute tradition antérieure, dans une approche toute neuve. Elle ne s’intéresse pas au triomphe du geste de traverser, que ce soit traverser la cible en plein centre, ou sortir indemne d’une zone périlleuse pour continuer sa route de l’autre côté, ou accéder à un inconnu placé au-delà de l’obstacle. Elle passe de l’autre côté, oui, mais seulement de l’autre côté de la cible, son envers, son verso. Il ne s’agit pas d’aller voir comment c’est plus loin, une fois qu’on a traversé, non, mais de voir ce que ça a fait sur l’objet traversé. »[source insuffisante]

#### Les trop humains, 2020

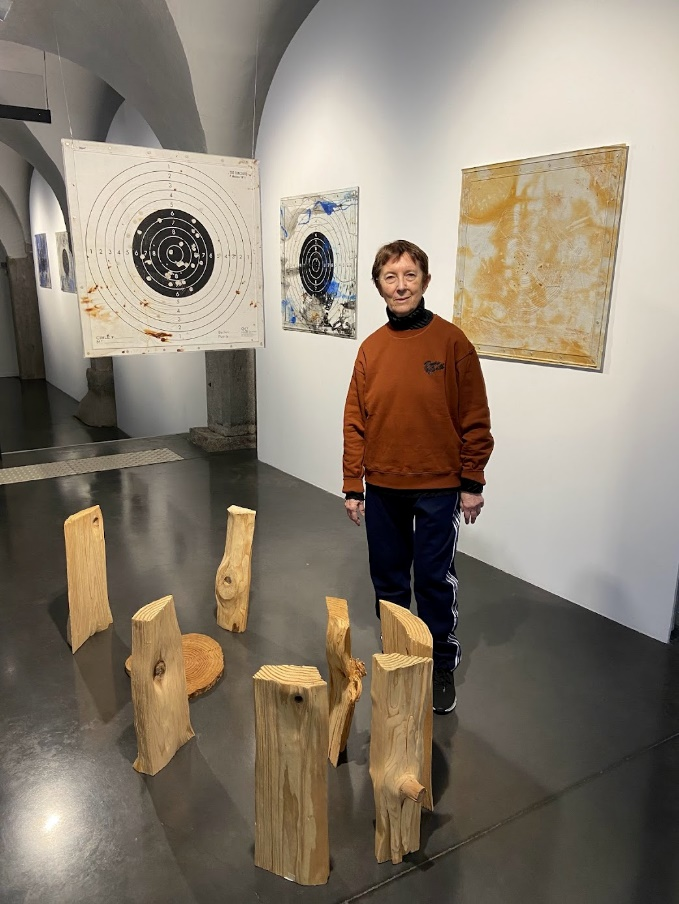
C. Fontvieille au milieu des bois sculptés Les trop humains, aentre d'Art contemporain, Vienne, 2022.

La série Les trop humains, présentée en 2020, lors de l’exposition …À travers… puis, en 2022, au Centre d’Art Contemporain La Halle des bouchers, à Vienne (38), résulte d’un travail patient de Chantal Fontvieille, avec la complicité d’Alban Bonnet. « Ce soin…ressemble, écrit Françoise Maillet-Le Roux, à un culte. Chantal Fontvieille retrouve les gestes qui purifient les restes et les sauvent de l’oubli. N’est-ce pas par ces gestes que se caractérise l’humanité ?»[source insuffisante]
Les bois-cibles évoquent à l’artiste des migrants, des personnes en difficulté. (Ils) « prennent la pose et nous regardent », écrit-elle dans la présentation de son installation. « Leurs cernes, pelés à vif, donnent l’image nue d’un tronc commun mais surtout ils dessinent le visage particulier de chacun d’entre nous, les effets du milieu et du temps qui a passé. »[source insuffisante]
Mettre à nu chaque bois nécessite de prendre du temps, de prêter attention aux cernes de l’arbre, à tous ses accidents de parcours qui en font un être singulier, différent. À ce propos, Valentine Oncins cite Van Gogh : « L’art, c’est l’homme ajouté à la nature. » Chantal Fontvieille souligne par ses sculptures de bois des parcours de vie : « Ces bûches, "trop humaines", écrit Bernard Collet, montrent le déracinement, les coupures et la maltraitance de corps qui, même souffrants, parviennent en équilibre précaire à rester debout pour affronter notre regard. »[source insuffisante]

### Lignes de failleetLignes de vie, 2022-2023
Dans le film Lignes de vie, réalisé par le documentariste Alain Gonay, en 2023, sur Chantal Fontvieille, Valentine Oncins résume les directions et enjeux de l’œuvre : « Tenir la ligne de vie sur la crête entre défaillance et faille est un tour de grande force. Les mots retenus par Chantal Fontvieille "intensité, impact, blessure, trajectoire, cratère, ligne de faille" pour évoquer son travail, indiquent que toute œuvre est à la fois une mise à vif et une forme de résistance. »[source insuffisante]
L’exposition Lignes de faille porte à l’évidence ce double principe de mise à vif et de résistance. Les œuvres illustrent la « fragilité », terme clé, mis en vedette par la Biennale d'art contemporain de Lyon (Manifesto of fragility). Elles apparaissent criblées d’impacts sous les tirs de Martin Jeantet (Dentelle d’impacts), de Fabrice Bourrigaud (Cratères) ou, le plus souvent, de tireurs anonymes. Explosés et béants, les impacts résonnent avec la violence sociétale.[source insuffisante]

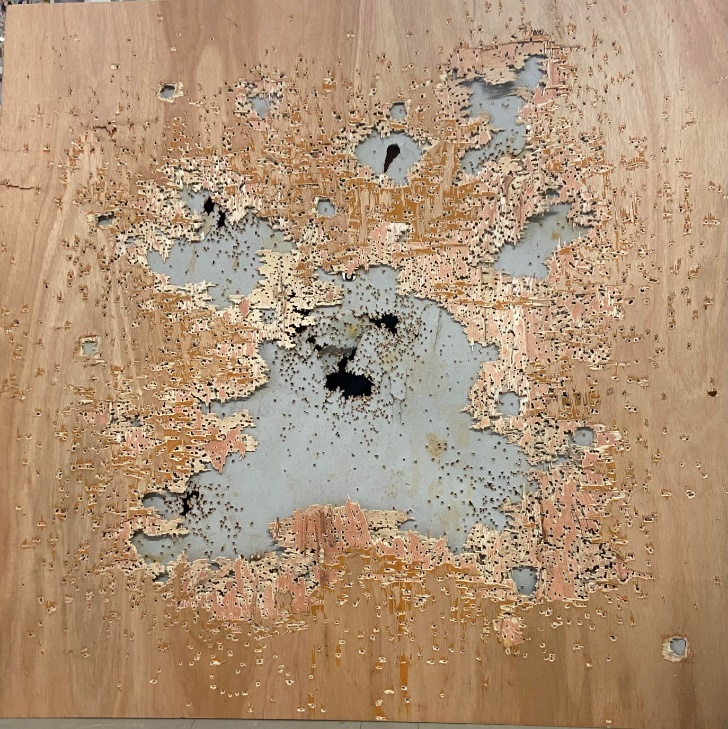
Dentelle d'impacts, avec la complicité de Martin Jeantet, 2022[29].
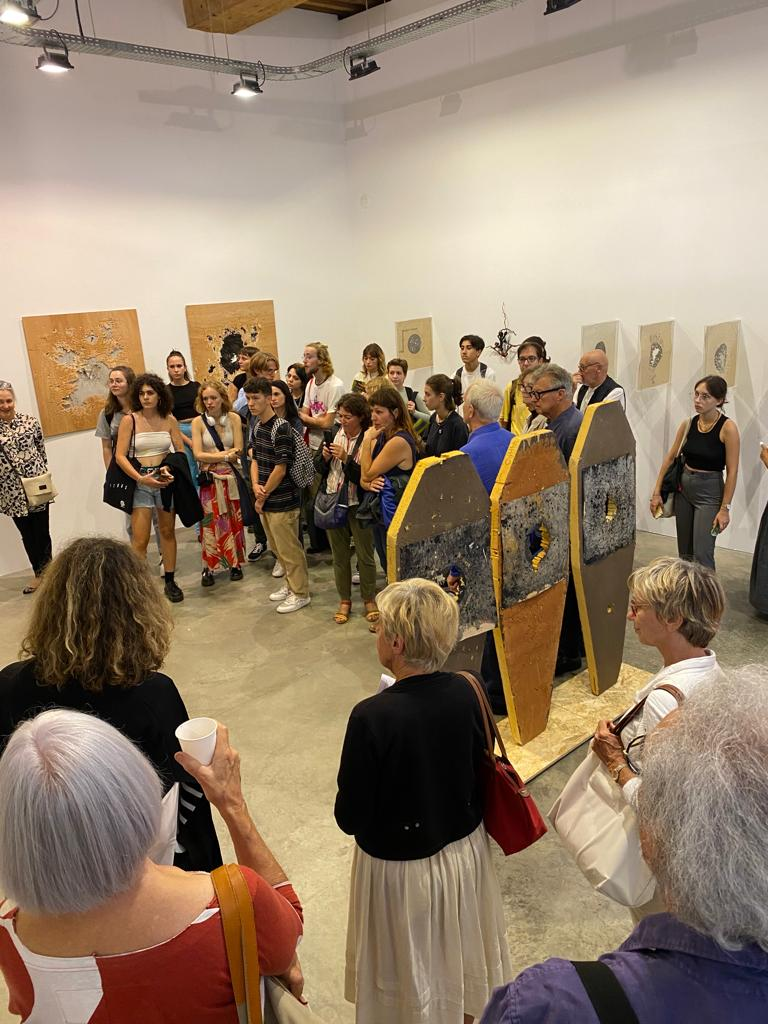
Exposition « Lignes de faille », galerie Françoise Besson, 2022.

#### Le tombeau vide

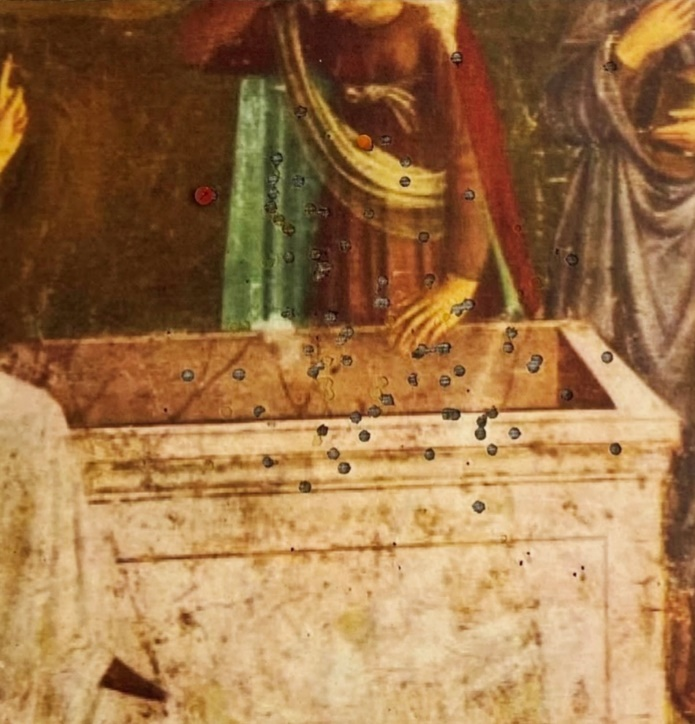
C. Fontvieille, Le Tombeau vide, éléments d'un diptyque, techniques mixtes sur cible impactée, cadre plexiglass détail, selon La découverte du tombeau vide, Fra Angelico, 2022,

Radicale est aussi la série Le tombeau vide, qui reprend le dialogue de l’artiste avec les représentations en histoire de l’art. Le diptyque est un hommage au Christ mort (1520) de Hans Holbein le Jeune et à la fresque de Fra Angelico, La Découverte du tombeau vide (vers 1440). Cette série révèle ce que le travail de l’artiste a « de miraculant dans ce sens où tout son travail sur la cible est un moyen de dépasser les blessures, les violences, la souffrance… sous la double condition du sacré et du profane», commente Joël Couve.[source insuffisante]

### Cibles. Tirs. Impacts, Châteauroux, Juin-Septembre 2024
L’exposition Cibles. Tirs. Impacts., organisée par le Musée Bertrand de Châteauroux au Couvent des Cordeliers, déploiera, dans son titre, trois éléments fondateurs du vocabulaire plastique de l’œuvre de Chantal Fontvieille. Les séries Trajectoires de cibles brodées, Puits de cibles, ainsi que Stand de tir renouent avec la dimension de la visée présente dans le parcours artistique de l'artiste, et entrent en résonance avec les épreuves de tir se déroulant à Châteauroux, durant l’été 2024. L’artiste expose parmi d’autres plasticiens qui ont travaillé sur la cible : Marina Abramović & Ulay, Julien Audebert, Philippe Cognée, Gérard Deschamps, Noël Dolla, Richard Fauguet, Jacques Monory, Jean-Pierre Raynaud, Sylvie Réno, André Robillard, Niki de Saint Phalle, John Tremblay et Stéphane Vigny. À l’initiative de Philippe Piguet, peut ainsi s’affirmer un questionnement majeur qui aura marqué, outre le parcours de Chantal Fontvieille, tout un pan de l’histoire de l’art contemporain.[réf. souhaitée]

## Expositions (sélection)

### Expositions personnelles
- 2022 Ligne de faille. 16e Biennale d’art contemporain, Lyon Manifesto of fragility.
- 2022 Résonance, Lyon, Galerie F. Besson.
- 2020  …À travers…, Lyon, Galerie F. Besson.
- 2016 Entre l’arbre et la cible, Lyon, Galerie F. Besson.
- 2016 Solo Show Art, Paris, Grand Palais.
- 2013 Lyon, Docks Art Fair, Biennale d'art contemporain, Galerie F. Besson.
- 2013 Cosmocibles, cibles brodées, Paris, Carrousel du Louvre, Drawing Now, Galerie F. Besson.
- 2012 Mise en cible, Lyon, Galerie F. Besson.
- 2007 Mise à vue, Le Puy-en-Velay, Hôtel du département de Haute-Loire.
- 2007 Mise à vue, Le Puy-en-Velay, Hôtel du département de Haute-Loire.
- 2007  Liage, Lyon, Galerie F. Besson.
- 2016 Between tree and target, Paris, Grand Palais, Art Paris, Galerie F. Besson.
- 2000 Les impa-cibles, Tournus, Réfectoire de l’Abbaye Saint-Philibert.
- 1999-2000 Corps en cibles, Lyon, Maison des Arts Plastiques et visuels Auvergne Rhône-Alpes
- 1999 Corps-cibles, Saint Priest-en-Jarez, Nouvel Espace Culturel.
- 1998 Corps-cibles, Saint-Priest-en-Jarez, Installation, Stand de tir de la Terrasse.
- 1992, 1989 et 1983 Expositions, Saint-Étienne, Galerie La Palette.

### Principales expositions collectives
- 2024 Tirs. Cibles. Impacts., Châteauroux, Couvent des Cordeliers, Musée Bertrand de Châteauroux.
- 2024 Art up Genoble Galerie Françoise Besson,
- 2022 L’Odyssée, Vienne, Centre d’Art Contemporain, La Halle des bouchers.
- 2023 Si, Chartreuse de Sainte-Croix-en-Jarez.
- 2022 Art Fair, Dijon, Galerie Françoise Besson.
- 2020 Le souffle, Lyon, Galerie Françoise Besson.
- 2018 Figures, le syndrome de Saül, Valence, La Villa Balthazar.
- 2017 St-Art, Strasbourg, Foire Internationale.
- 2014 Devenir arbre, Lyon, Galerie Françoise Besson.
- 2013Story and spirit, Lyon, Galerie Françoise Besson.
- 2009 Salon Éditions d’art, Pollionnay.
- 2008 Torsos, Paris, Galerie Schumm-Braunstein.
- 2006 5e Biennale du Design, Design éditorial, Saint-Étienne.
- 2006 Regards croisés 14-18, History Museum, Estivareilles.
- 2003 La chair et Dieu, Lyon, commissariat Françoise Besson  Les Subsistances, Installation Impacts de lumière sur stèles.
- 2002 Salon de la petite édition, Crest, Galerie L. Rekow.
- 2001 Trois collections, trois sites, trois œuvres, Saint-Étienne, Musée d’art et d’industrie.
- 2001 Art dans la ville, Cité Étienne Mimard.
- 2001 Fête du livre, Saint-Étienne.
- 2000 First International Biennal, Miniature Prints, Montréal.
- 2000 La route, Lyon, Médiathèque de Vaise.
- 2000 Atelier de gravure L’Empreinte, Lyon, Maison des Arts Plastiques et visuels Auvergne Rhône-Alpes
- 2000 Art dans la ville, Installation de cibles, Saint-Étienne.
- 2000 Exposition, Saint Étienne, Atrium de la Bibliothèque Universitaire.
- 1999 Gravures franco-roumaines, L’Empreinte, Lacroix-Laval, Château Musée.
- 1999 Gravures, Paris, Galerie Beckel-Odille-Boïcos.
- 1998 Les artistes de l’été (France, Belgique, Suède), Paris, Galerie Beckel-Odille-Boïcos.
- 1997 Petit Format, 4e triennale d’estampes, Chamalières, Musée d’Art Contemporain.
- 1996 Art dans la ville, installation de cibles, Saint-Étienne.
- 1995 Exposition, Clermont-Ferrand, Galerie Entrée libre.
- 1994 Petit Format, 3e triennale d’estampes, Chamalières, Musée d’Art Contemporain.
- 1992 Rétrospective, Saint Étienne, École des Beaux-arts.
- 1985 Panorama of contemporary French painting, New York.
- 1984 Exposition, Barcelone, Palais des Congrès.
- 1984 Autumn Salon, Paris, Grand Palais.
- 1983 Autumn Salon of French Artists, Paris, Grand Palais.
- 1982 Exposition, Paris, Musée du Luxembourg.

## Livres d’artiste, dialogue sur l'œuvre
- 2009, Jeux oubliés, cibles de C. Fontvieille, texte de V. Oncins.
- 2007 De pierre, de plomb et de papier, cibles de C. Fontvieille, texte et photo de M-F. Grange, J-P. Huguet éditeur.
- 2005, Rencontre, no 25, Les artistes de la chair, par E. Manguelin, avec G. Mathie, M. Chaperon, C. Fontvieille, A. Ramilison, H. Le Greco, J-P. Huguet éditeur.
- 2004 Rencontre, no 24, Traits - d’union, par E. Manguelin, avec D. Torrente, A. Stella, C. Fontvieille, J-B. Sauvage, J-P. Huguet éditeur.
- 2004, Rencontre, no 2, Regards croisés, Propos d’artistes, par E. Manguelin. avec C. Fontvieille, J. Barral, J-P. Huguet éditeur.
- 2001 Voiles, estampe de C.Fontvieille, texte E.Vandecasteele, dessin de J. Barral, éd. Potentiels.
- 2001  Le ciel, texte de J. Barral, estampes originales de C.Fontvieille, éd. Potentiels.
- 2000  Les impa-cibles, cibles originales.
- 1999 Impacts sur cibles de Chantal Fontvieille, texte de R. Chopard, Avant-Propos de J-L Bayard, linogravures originales de C. Fontvieille, éd. Encrage & Co.
- 1999 Cibles, texte de R. Chopard, linogravures originales de C. Fontvieille, éd. Encrage & Co.

## Acquisitions
- 2011 Book-target, Londres, Tate Gallery, texte de René Pons, design A. Stella.
- 2011 Simple soldat 1914-1918, Londres, Victoria and Albert Museum.
- 2001 Le ciel, Paris, BNF, texte de J.Barral, estampes de C. Fontvieille, éd. Potentiels.
- 1984 Œuvre, Avignon, Palais des Papes